# Tin City (2025)
Tin City ist ein irischer Dokumentarfilm von Feargal Ward aus dem Jahr 2025.

## Inhalt
Auf dem Truppenübungsplatz Senne wurde von britischen Truppen in den 1970er Jahren eine Urbane Kampfanlage erbaut. Diese sollte die Soldaten auf einen möglichen Einsatz im Nordirlandkonflikt vorbereiten. Dafür wurden Schaufensterpuppen und scharfe Munition verwendet.

## Produktion
Im Film wird deutsches Archivmaterial gezeigt. Ward sagte in einem Interview, dass ihn das Übertragen des Konflikts nach Deutschland faszinierte. Er nutzte Archivmaterial, da ihm der Zugang zum Truppenübungsplatz verwehrt wurde.
Der Film wurde 2024 produziert und feierte am 15. Februar bei der Berlinale 2025 in der Sektion Forum Expanded Premiere.